# Franco Merli
Franco Merli (Rim, 31. listopada 1956. – Rim, 17. svibnja 2025.) bio je talijanski glumac.

## Filmografija
- Cvijet 1001 noći
- La collegiale
- Salo ili 120 dana Sodome
- Brutti, sporchi e cattivi
- Il malato immaginario